# Mielnica (dopływ Mumlavy)
Mielnica (czes. Milnice, niem. Milmitz, Millnitz) – potok górski w północnych Czechach i w południowo-zachodniej Polsce, w woj. dolnośląskim, w Sudetach Zachodnich, między Karkonoszami a Górami Izerskimi.

## Charakterystyka
Górski potok, prawy dopływ Mumlavy o długości ok. 6,3 km, należący do dorzecza Łaby i zlewiska Morza Północnego.
Źródła potoku położone są na wysokości ok. 980 m n.p.m., na torfowisku pod Mumlawskim Wierchem, u południowego zbocza Kocierza, najdalej na zachód wysuniętego szczytu Karkonoszy]. W górnym biegu potok płynie w kierunku zachodnim niewielką, płytką, szeroką, zalesioną doliną. Na wysokości Przełęczy Szklarskiej 880 m n.p.m., potok opuszcza zalesiony teren i wpływa na Polanę Jakuszycką. Opuszczając polanę skręca na południowy zachód, dalej płynie wzdłuż drogi E-65 wśród lasu, równoległe do granicy polsko czeskiej. Przed Świńskimi Dziurami potok, po przepłynięciu 3,3 km, wpływa na terytorium Czech i płynie w kierunku czeskiej miejscowości Harrachov do ujścia, gdzie w dzielnicy Novy Svĕt na poziomie ok. 660 m n.p.m. uchodzi do Mumlavy. Zasadniczy kierunek biegu potoku jest południowy. Jest to potok górski odwadniający zachodnią część Karkonoszy i południowo-wschodnią część Gór Izerskich od Jakuszyc do Harrachowa. Potok o kamienisto żwirowym korycie charakteryzuje się bardzo dużym spadkiem wynoszącym 66,7‰. W większości swojego biegu potok nieuregulowany, o wartkim prądzie wody. Z ryb jedynym występującym gatunkiem jest pstrąg potokowy.

## Inne
- Potok na odcinku od Przełęczy Szklarskiej do ujścia stanowi granicę pomiędzy Karkonoszami i Górami Izerskimi
- Przed 1945r. potok nosił nazwę: Milnitz, Millnitz

## Dopływy
- Złotnik
- Dzik
- Zlatý Ručej
- Kamenice
- Kilka mniejszych bezimiennych strumieni i potoków

## Miejscowości, przez które przepływa
- Jakuszyce
- Harrachov